# オーギー・マイヤーズ
オーギー・マイヤーズ（Augie Meyers、1940年5月31日 - ）は、アメリカ合衆国のミュージシャン、ソングライター、音楽プロデューサー、レコード・レーベル経営者である。彼はサー・ダグラス・クインテット、テキサス・トルネードスの創設メンバーとして知られる。

## 来歴
マイヤーズは、テキサス州サンアントニオに生まれた。1960年代初頭に、彼とダグ・サームは、サー・ダグラス・クインテットを結成している。マイヤーズのヴォックス・オルガンの音は、「She's About A Mover」（1964年）、「Mendocino」（1969年）、「Nuevo Laredo」（1970年）などの楽曲で聴かれ、このグループのサウンドを特徴づける要素となっている。
1990年代には、マイヤーズは、サーム、フラコ・ヒメネス、フレディ・フェンダーとともにスーパーグループのテキサス・トルネードスを結成している。
1970年代以降、マイヤーズはテキサス・レコード・カンパニー（ラッキー・トムリンと共同設立）、スーパービート・レコード、ホワイト・ボーイ・レコード、エルセンデロなどいくつかのレコード・レーベルを設立、経営してきた。
スタジオ・ミュージシャンとしても活躍し、ボブ・ディラン、ジョン・P・ハモンド、トム・ジョーンズ、ジョン&メアリー、トム・ウェイツ、ラウル・マロ、ダグ・サームら数多くのアーティストの作品でプレイしている。
マイヤーズは、テキサス州ブルヴァーディ在住である。

## ディスコグラフィー

### ソロ作
- 1971年『Augie's Western Head Music Co.』(Polydor)
- 1972年『You Ain't Rollin' Your Roll Rite』(Paramount)
- 1975年『Live At The Longneck』(Texas Re-Cord Company)
- 1977年『Finally In Lights!』(Texas Re-Cord Company)
- 1982年『Still Growin』(Sonet)
- 1984年『August in New York』(Sonet)
- 1986年『Augie's Back』(Sonet)
- 1986年『My Main Squeeze』(Superbeet)
- 1988年『Sausalito Sunshine』(Superbeet)
- 1992年『White Boy』(White Boy)
- 1996年『Alive & Well At Lake Taco』(White Boy)
- 2002年『Blame It On Love』(Texas World)
- 2006年『My Freeholies Ain't Free Anymore』(El Sendero)
- 2009年『Country』(El Sendero)
- 2010年『Trippin Out On Triplets』(no label)
- 2013年『Loves Lost and Found』(El Sendero)
- 2014年『Santa Fe』(El Sendero)

### サー・ダグラス・クインテット
- 1966年『The Best Of Sir Douglas Quintet』(Tribe)
- 1969年『Mendocino』(Smash)
- 1970年『Together After Five』(Smash)
- 1970年『1+1+1=4』(Philips)
- 1971年『The Return Of Doug Saldaña』(Philips)
- 1973年『Rough Edges』(Mercury)
- 1977年『The Tracker』(Crazy Cajun)
- 1977年『Live Love』(The Texas Re-Cord Co.)
- 1978年『Don Goldie With The Sir Douglas Quintet』(Crazy Cajun)
- 1980年『Motive』(Mercury)
- 1981年『Border Wave』 (Takoma)
- 1983年『The Sir Douglas Quintet Live』(Takoma)
- 1983年『Midnight Sun』(Sonet)
- 1984年『Rio Medina』(Sonet)
- 1985年『Luv Ya' Europa』(Sonet)
- 1994年『Daydreaming At Midnight』(Elektra)

### テキサス・トルネードス
- 1990年『Texas Tornados』(Reprise)
- 1990年『Los Texas Tornados』(Reprise)
- 1991年『Zone Of Our Own』(Reprise)
- 1992年『Hangin' On By A Thread』(Reprise)
- 1994年『Best Of The Texas Tornados』(Reprise)
- 1996年『4 Aces』(Reprise)
- 1999年『Live from the Limo, Vol. 1』(Virgin)
- 2005年『Live from Austin, TX』(New West)

### 参加作品
- 1991年 John and Mary『Victory Gardens』(Rykodisc)
- 1997年 Bob Dylan『Time Out Of Mind』(Columbia)
- 2001年 Bob Dylan『Love And Theft』(Columbia)
- 2005年 John P. Hammond『In Your Arms Again』(Back Porch)
- 2014年 Ben Vaughn『Texas Roadtrip』(Many Moods)
- 2021年 The Mal Thursday Quintet『If 6 Was 5』(Chunk Archives Recordings)